# Сканлон, Калум
Ка́лум Алекса́ндер Ска́нлон (англ. Calum Alexander Scanlon; родился 14 февраля 2005, Бирмингем) — английский футболист, левый защитник клуба «Ливерпуль». В сезоне 2024/25 выступает за «Миллуолл» на правах аренды.

## Клубная карьера
Уроженец Бирмингема, Сканлон является воспитанником футбольной академии клуба «Бирмингем Сити». В декабре 2020 года «Ливерпуль» согласовал переход 15-летнего защитника за 500 тысяч фунтов. В марте 2022 года он подписал свой первый профессиональный контракт с клубом. 26 октября 2023 года Сканлон дебютировал в основном составе «Ливерпуля» в матче Лиги Европы УЕФА против «Тулузы».
В августе 2024 года отправился в аренду в клуб «Миллуолл» до конца сезона 2024/25.

## Карьера в сборной
Выступал за сборные Англии до 15, до 17, до 18, до 19 лет и до 20 лет.